# 孟寨乡
孟寨乡，是中华人民共和国河南省開封市兰考县下辖的一个乡镇级行政单位。

## 行政区划
孟寨乡下辖以下地区：
何二庄村、王楼村、孙西村、孙东村、肖蔡庄村、憨寺村、曹庄村、孟寨村、韩营村、虎羊寨村、大力集村、宋庄村、憨庙村、刁庄村、谭庄村、马林寨村、坝城寺村、韩西寨村和小付堂村。